# Джін Мері Ауел
Джін Мері Ауел (англ. Jean Marie Auel) — американська письменниця, екофеміністська поетеса. Авторка книжкової серії «Діти Землі», що складається з шести романів та розповідає про життя та пригоди Ейли, жінки-кроманьйонки. Події гексалогії відбуваються у доісторичній Європі та досліджують людську діяльність цього періоду, зокрема описано й стосунки між кроманьйонцями та неандертальцями. У світі продано більш ніж 45 млн  книг Ауел.

## Життєпис
Народилася 18 лютого 1936 року у Чикаго, Іллінойс, США. Має фінське походження. Друга з п'яти дітей маляра Ніла Соломона Унтінена та Марти Віртанен Унтінен. 
1976 року здобула магістерський ступінь з ділового адміністрування в Університеті Портленда. Також навчалася в Університеті Мену та Коледжі Маунт Вернон. 
Студенткою стала членкинею організації «Mensa», що об'єднує людей, які мають високий IQ.
Працювала в американській компанії «Tektronix» (світовий лідер з виготовлення вимірювальних приладів), де займала посади клерка (1965—1966), конструкторки монтажних плат (1966—1973), технічної письменниці (1973—1974) та керівниці кредитів (1974—1976). 
Одружена з Реєм Бернардом Ауелом, з яким має п'ятеро дітей. Живе в Портленді, Орегон.

## Творчість
1977 року Ауел почала ретельні пошуки інформації про Льодовиковий період для своєї першої книги. Ба більше, брала уроки виживання, аби навчитися споруджувати льодяні печери. Також з допомогою експерта Джінма Ріггза опанувала найпростіші методи добування вогню, дублення шкіри та тесання каменю.
1980 року світ побачив перший роман серії «Діти Землі» — «Клан печерного ведмедя». 1983 року книга здобула Премію Асоціації книготорговців у категорії «Найкращий перший роман», а 1986 року вийшла однойменна екранізація роману з Деріл Ганна у головній ролі.
Після комерційного успіху першої книги Ауел мала змогу здійснити подорожі місцями стоянок стародавньої людини та поспілкуватися з багатьма експертами. Письменниця побувала на розкопках по всій Європі — від Франції до України. 1986 року відвідала та брала участь у фінансуванні конференції на тему походження сучасної людини у Школі американських досліджень, Санта Фе. Потоваришувала з Жаном Клоттесом, який досліджував печери Коске та Шове.
2008 року Ауел отримала Орден Мистецтв та літератури від Міністерства культури Франції.